# 코뿔소 (희곡)

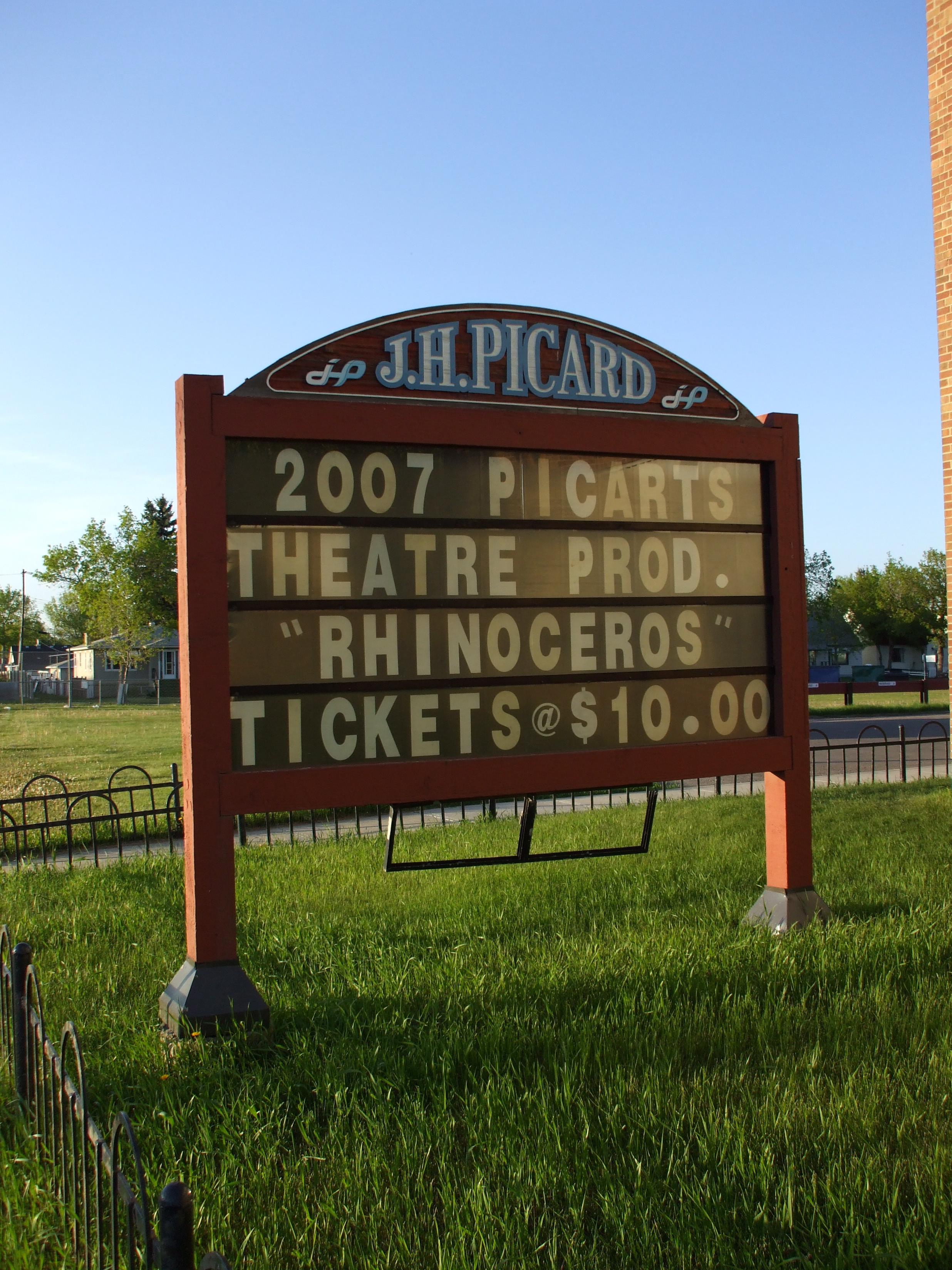

코뿔소(Rhinocéros) 또는 무소는 외젠 이오네스코가 지은, 총 3막으로 구성된 희곡이다.
1959년 11월 6일 독일어로 초연되었으며, 프랑스어로는 이듬해인 1960년 1월 22일, 장루이 바로의 연출 하에 장루이 바로가 베랑제 역을, 윌리엄 사바티에(fr)가 장 역을 맡아 초연되었다. 이어 4월에는 런던의 로열 코트 극장에서 오슨 웰스 연출, 로런스 올리비에 주연으로 상연되었다.
대머리 여가수(La Cantatrice chauve, fr)와 함께 이오네스코를 대표하는 부조리극(fr)인 본 작품은 사람이 코뿔소로 변하는 가공의 질병인 코뿔소병(rhinocérite)을 제재로 하고 있다.